# 재일 특권을 용납하지 않는 시민 모임
재일 특권을 용납하지 않는 시민 모임(일본어: 在日特権を許さない市民の会 자이니치톳켄오유루사나이시민노카이[*], 문화어: 재일 조선인들의 특권을 용납하지 않는 시민들의 모임), 약칭 재특회(일본어: 在特会 자이토쿠카이[*])는 2007년 1월 20일에 발족한 일본의 극우 민족주의 성향의 시민단체이다. 2009년 10월 22일 기준으로 회원수는 7000명을 넘어섰다고 한다. 최초 설립자는 사쿠라이 마코토이다.
재일 특권이란 특히 '특별 영주 자격'을 지칭하는 것으로, 이는 1991년 일본에서 시행된 '입관 특례법'을 근거로 구 일본 국민이었던 한국인(대한민국 국적자)과 조선인(대한민국 정부수립전 기호 상의 국적) 등에게 주어진 특권이다. 재특회는 이 《입관특례법》을 폐지하고 재일 한국인을 다른 외국인과 동등하게 취급하는 것을 궁극적인 목표로 하고 있다.

## 주요활동

### 특별 영주 자격 철폐
특별 영주 자격을 갖고 있는 재일 한국인들은 일본에서 중범죄를 저질러도 본국으로 추방되지 않고 있으며 이는 다른 불법 체류 외국인과의 형평성에 어긋난다고 주장한다.

### 재일 한국인의 통명(通名) 사용 철폐
이들은 재일 한국인들이 이른바 통명을 사용함으로써 일본에 은행 계좌를 개설하여 탈세 및 돈세탁 등의 범죄에 악용하고 있거나 악용의 소지가 있다고 주장한다. 이들은 자신의 이름을 개명하려면 가정재판소의 판결을 받아야 하는 일본인과 달리 재일 한국인의 통명은 관청에 신고하는 것만으로도 등록, 변경이 가능하다는 점을 이유로 들고 있다. 이 모임의 "얼굴 마담격"인 귀화조선인 '아라이'는 "특별 영주 자격"등은 재일 한국인이 과거 일본 제국의 신민이었다는 사실에 대한 배려인데, 현재도 그러한 사실이 유효한지는 의문스럽다며 이제는 특별영주자격 종료 및 통명사용의 금지를 주장하였다.
일본 온라인에서 도론파(doronpa)라는 필명으로 혐한 성향의 발언을 일삼는 것으로 알려진 회장 사쿠라이 마코토는 재일 한국인의 통명사용을 금지할 것을 주장하면서도 차별이나 불이익을 감수하면서 줄곧 본명사용을 고집하고 있는 재일한국인에 대해서는 "한글명함 따위를 받으면 '이건 도대체 어느 나라 명함이야?'하는 불쾌한 느낌을 받는다."고 발언하기도 하였다.
이들은 정치적 시위 외에 한국인 민간 관광객이나 재일 동포를 상대로 폭언을 퍼붓거나 공공 장소에서 인종 차별 행위를 하는 경우가 빈번하다. 특히 2008년에는 일본 쓰시마섬에서 한국인 민간 관광객들을 상대로 폭언과 협박, 난동을 저질렀으며 2009년 9월에도 이와 똑같은 행동을 저지르는 모습이 유튜브를 통해 공개되면서 대한민국의 언론을 통해서도 알려졌다. 2009년 12월 4일에는 교토시에 위치한 재일본조선인총련합회(총련) 소속의 조선 제1초급학교(초등학교)가 시청과의 협의에 따라 운동장으로 쓰고 있던 공원을 불법 점거해서 불편을 겪고 있다는 익명 메일을 빌미로 하여 모임 측의 청년들이 학교 뒷문에 난입해 어린이를 상대로 폭언과 협박을 일삼고 스피커 줄을 끊고 단상을 집어던지는 등 기물 파손을 일삼기도 했다.

### 기타
재특회 회원들은 한국과 대한 노골적인 혐오감을 드러내고, 전쟁 포기와 교전권 불인정 등 평화헌법의 근간인 9조 개정이나 야스쿠니 신사 참배 문제에 찬성하는 등의 우익적 성향을 보이며, 일본 내 좌익도 공격 대상이다. 재특회는 애국, 반-조선, 반-중국, 반-좌익을 표방하고 있으며, 경우에 따라 반(反)미국의 성향을 보이기도 한다.
이들은 극우 성향의 인터넷 게시판으로부터 주요 이념과 혐오적 정서를 학습하는 편이며, 실제로 '넷우익' 세력에서 파생된 단체라는 점에서 이들의 연관성은 크다고 분석된다.

## 같이 보기
- 교토 조선학교 공원 점거 항의 사건
- 일본의 정치극단주의
- 2채널
- 조선진주군
- 극우
- 행동하는 보수
  - 팀 간사이(일본어판)
- 니시무라 슈헤이
- 이시하라 신타로
- 스즈키 노부유키
- 미시마 유키오
- 야스다 고이치
- 일본의 우익 단체
  - 겐요샤(현양사)
  - 흑룡회
  - 일수회
  - 일본회의
- 일본의 전쟁 범죄